# Aéroport de Bagdogra
Pour les articles homonymes, voir IXB.
L'Aéroport de Bagdogra (code IATA : IXB • code OACI : VEBD) est un aéroport situé dans la ville de Bagdogra, à 16 km à l'ouest de la ville de Siliguri dans le District de Darjeeling dans le nord du Bengale-Occidental, en Inde. C'est la porte d'entrée des villes de Darjeeling, Kurseong, Mirik, et Kalimpong et de l'état de Sikkim, et voit à ce titre passer des milliers de touristes à l'année. L'aéroport assure également des liaisons par hélicoptère vers Gangtok, la capitale de Sikkim. 

## Situation
| \| 300 km1:23 714 000 \| Delhi Bombay Madras Bangalore Calcutta Hyderabad Cochin Ahmedabad Goa Pune Thiruvananthapuram Calicut Lucknow Guwahati Srinagar Jaipur Bhubaneswar Coimbatore Nagpur Indore Mangalore Visakhapatnam Patna Amritsar Chandigarh Tiruchirappalli Jammu Raipur Bénarès Agartala Port Blair Vadodara Imphal Bagdogra Madurai Bhopal Ranchi Aurangabad Udaipur Leh Tirupati Rajkot Jodhpur Dehradun Dibrugarh Silchar Gaya Cannanore Vijayawada Surate Durgapur Jamnagar Belagavi Hubli-Dharwad Khajurâho Nanded Aizawl Dimapur Agra Bathinda |
| 300 km1:23 714 000 |

## Compagnies et destinations
| Compagnies    | Destinations | Refs.                 |
| ------------- | --- | --------------------- |
| AirAsia India | Bangalore-Kempegowda, Delhi-Indira Gandhi, Calcutta-N. S. C. Bose                                                                    | [ 1 ]                 |
| Air India     | Delhi-Indira Gandhi, Calcutta-N. S. C. Bose                                                                                          |                       |
| Druk Air      | Bangkok-Suvarnabhumi, Paro |                       |
| GoAir         | Delhi-Indira Gandhi, Guwāhāti, Calcutta-N. S. C. Bose                                                                                |                       |
| IndiGo        | Delhi-Indira Gandhi, Bangalore-Kempegowda, Guwāhāti, Calcutta-N. S. C. Bose, Bombay-Chhatrapati-Shivaji, Hyderabad-R. Gandhi         |                       |
| SpiceJet      | Ahmedabad-Sardar-Vallabhbhai-Patel, Bangalore-Kempegowda, Madras (Chennai), Delhi-Indira Gandhi, Kanpur (en), Calcutta-N. S. C. Bose | [citation nécessaire] |

Édité le 19/04/2019

## Statistiques
Pour des raisons techniques, il est temporairement impossible d'afficher le graphique qui aurait dû être présenté ici.

Voir la requête brute et les sources sur Wikidata.